# Кая (певец)
Кая (яп. 迦夜(かや)) — японский visual kei музыкант, вокалист групп Schwarz Stein и Femme Fatale.

## Биография
Музыкальные наклонности Кая начал проявлять довольно рано, когда в четырнадцатилетнем возрасте всерьез увлекся пением и игрой на фортепиано.
Карьера Каи началась в 1999 году в составе группы Meties, когда он выпустил демозапись «Recur to Mind». В те времена он носил другое имя – Химэ, под которым впоследствии стал известен и как участник групп Isola и Schwarz Stein. Именно тогда завязалось его знакомство с музыкантами Калм и Hora, с которыми Кая сотрудничает до сих пор.
После выхода в свет «Queen of Decadence» ребята заключили соглашение с лейблом Midi:Nette, который принадлежал известному музыканту Мане. Сразу после этого Hime взял себе новое имя, Kaya, под которым известен до сих пор. Группа Schwarz Stein сыграла заметную роль в развитии японской готической сцены, однако, в 2004 году после выхода альбома «Artificial Halluciation» команда официально распалась. Позже, Кая и Хора ещё не раз выступали вместе для реализации совместных проектов, таких как ANOTHER CELL. Объединившись, они записали диск, состоящий всего из восьми композиций, который разошёлся тиражом в тысячу копий.
Наконец Кая решил вплотную заняться сольной карьерой, и в июле 2006 года вышел его дебютный сингл «Kaleidoscope». В работе над этим синглом Кае помогал бывший участник Velvet Eden Калм. Два месяца спустя появился второй сингл, «Masquerade», а в декабре фанаты могли приобрести первый альбом Каи, который назывался «Glitter». Две из девяти песен альбома были записаны при участии Kalm («Paradise Lost» и «Hydrangea»), ещё три – Hora («Walkure», «Rose Jail», «Glitter Arch»). Затем он принял участие в фестивале Winter Romantic.
В следующем году он выступил в Shibuya O-West и выпустил сингл «Ouka Ryouran». В июле вышел мини-альбом «Hyakkiyakou»; осенью состоялся очередной релиз – сингл «Carmilla». Концепция этого сингла была позаимствована Каей из книги Джозефа Шеридана Ле Фану «Кармилла». В работе над синглом ему помогал основатель HIZAKI grace project, гитарист Хидзаки.
Затем Кая принял участие в проекте «Node of Scherzo» вместе с Камидзё, Дзюкой и Хидзаки. В конце года Кайя наконец-то получил статус major и приступил к работе над своим следующим синглом.
16 января 2008 года Кая дал концерт в Shibuya O-West, а в апреле в продажу поступил макси-сингл «Chocolat».
В 2014 году Кая вместе с Чарджи, ТаНой, Тоси и Иори организовали группу Femme Fatale, а также, возродив проект Schwarz Stein, 26 марта Кая и Хора выпустили сингл «GEBET».

## Дискография

### Альбомы
- Glitter (27 декабря 2006)
- Hyakki Yagyou (11 июля 2007)
- Glitter (Best of Indies) (16 июля 2008)
- Kaya Meikyoku Series 1: BonJour! Chanson (18 февраля 2009)
- Queen (20 апреля 2011)
- Glitter (3rd press) (12 декабря 2012)
- Gothic (4 декабря 2013)

### Синглы
- Kaleidoscope (28 июня 2006)
- Masquerade (6 сентября 2006)
- Ouka Ryouran (4 апреля 2007)
- Carmilla (31 октября 2007)
- Chocolat (23 апреля 2008)
- Last Snow (24 декабря 2008)
- Ophelia (22 июля 2009)
- Kaya Remix vol.1 (27 декабря 2009)
- Awilda (28 июля 2010)
- Madame Rosa no Shoukan (22 декабря 2010)
- Vampire Requiem (25 января 2012)
- Salome (20 июня 2012)
- Nocturne (12 декабря 2012)
- TABOO (31 июля 2013)